# مجهوئی
مجهوئی (به انگلیسی: Majhoi) یک منطقهٔ مسکونی در پاکستان است که در کشمیر آزاد واقع شده‌است.